# Sādāt-e Nejātollāh
Sādāt-e Nejātollāh (persiska: سادات نجات اللّه, Al Sādāt-e Nejāt, فچ) är en ort i Iran.   Den ligger i provinsen Khuzestan, i den centrala delen av landet, 500 km sydväst om huvudstaden Teheran. Sādāt-e Nejātollāh ligger 34 meter över havet och antalet invånare är 144.
Terrängen runt Sādāt-e Nejātollāh är mycket platt. Runt Sādāt-e Nejātollāh är det ganska tätbefolkat, med 144 invånare per kvadratkilometer. Närmaste större samhälle är Beyt-e Zeyvān, 3,2 km söder om Sādāt-e Nejātollāh. Trakten runt Sādāt-e Nejātollāh består till största delen av jordbruksmark.